# نهر تشيشوي
نهر تشيشوي (بالصينية: 赤水河)، هو أحد الروافد الرئيسية لنهر يانغتسي. اسمه يعني حرفياً «نهر المياه الحمراء» بسبب لون المياه المائل للإحمرار عند أسفل النهر نظراً للتركزات الكبيرة للرواسب. يجري النهر في مقاطعة يونان، مشكلاً بشكل جزئي الحدود بين مقاطعتي قويتشو وسيتشوان ويصب في نهر يانغتسي بمقاطعة سيتشوان. يسمى أحياناً نهر النبيذ نظراً، لأن أنواع مختلفة من النبيذ الصيني الشهير، ومنها نبيذ لانغ، نبيذ شي وماوتاي، تُصنع على امتداد هذا النهر. كما يشتهر بميدان المعركة الرئيسية تحت قيادة ماو تسي تونغ عام 1935 أثناء المسيرة الطويلة للجيش الأحمر.